# Hemavati
La Hemavati est une rivière indienne d'une longueur de 245 km qui coule dans l’État du Karnataka. Elle est un affluent de la Cauvery.

## Source de la traduction
- (en) Cet article est partiellement ou en totalité issu de l’article de Wikipédia en anglais intitulé « Hemavati River » (voir la liste des auteurs).